# Tunis (village)
 (avril 2021).
Pour les articles homonymes, voir Tunis (homonymie).
Tunis est un petit village dans la région du Fayoum en Égypte, est notamment connu pour les poteries qui y sont réalisées en terres cuites qui constituent la majorité de son économie avec le tourisme.

## Histoire
La date exacte de la création du village de Fayoum nous est inconnue. Mais en 1962, à l'arrivée du poète égyptien Sayed Hegab et sa femme Evelynne Porret, une potière suisse qui se sont installés dans le minuscule village de Tunis, l'histoire du village a commencé à s'écrire. En effet, dans les années 1960, Evelynne Porret a collaboré avec l'architecte Ramses Wissa Wassef, qui avait installé son école de tissage de tapis qui a eu un succès mondial. Ils ont travaillé ensemble pour développer le village ainsi que son économie. Après son divorce avec Sayed Hegab, Evelynne se marie avec l'artisan suisse Michel Pastore et fonde dans les années 1980 son magasin de poterie. Elle enseignait aux enfants du village l'art de la poterie. Au fil des années, ils ont développé des techniques utilisant la céramique, un matériau local de la région de Fayoum. Les enfants utilisaient les techniques qu'ils avaient apprises pour se faire des jouets et figurines, en faisant preuve de beaucoup de créativité, ce qui a donné l'idée à Evelynne de créer une école pour leur apprendre réellement le métier. Ainsi en 1989, l'école de poterie a été désignée par Michael Pastore et construite avec de la terre cuite, des briques, avec des voûtes et des dômes permettant à tous les élèves de disposer d'un espace de deux mètres carrés et d'une roue de poterie. Quand les élèves d'Evelynne ont grandi, ceux-ci ont fondé leurs propres magasins dans le village, et aujourd'hui, ils représentent des modèles pour les plus jeunes enfants.
Au cours des 30 dernières années, de nombreux peintres, journalistes, architectes, écrivains et artistes sont venus dans le village, créant une réelle communauté intellectuelle dans celui-ci. L'école de Poterie de Fayoum d'Evelynne Porret a énormément aidé le village à se développer d'un point de vue touristique, rendant le village de Tunis attractif pour les touristes et les agences.

## Situation actuelle du village
Aujourd'hui, la potière Evelynne Porret continue encore d'enseigner dans son école et l'économie du village s'est développée grâce à la poterie en céramique et le tourisme. Des agences de voyages proposent des séjours dans le village dans lequel des restaurants, hôtels et agences se sont créés. Les différents magasins de poterie des anciens élèves d'Evelynne font maintenant de Tunis un incontournable de la région de Fayoum.

## Évènements locaux
Pendant trois jours chaque année a lieu le festival de poterie de Tunis, réunissant les artisans du village et des villages environnants pour exposer et vendre leurs œuvres. Le festival a eu lieu huit fois et le dernier a eu lieu le premier novembre 2018. Cet événement a pour but d'aider l'économie du village de Tunis car celui-ci attire beaucoup de touristes venant acheter les produits locaux et rester au village le temps de l'événement,,,,,,,.